# Keverjongen
Keverjongen (originele titel: Beetle Boy) is een kinderboek uit 2016, geschreven door M.G. Leonard. Het boek werd geïllustreerd door Julia Sarda (In de Engelse versie) / Marry van Baar (In de Nederlandse versie). Het boek werd vertaald naar het Nederlands door Esther Ottens en uitgegeven door Querido Kinderboeken.
Het boek is het eerste deel van de Beetle Trilogy. Boek 2, uitgekomen in 2017, heet Keverkoningin en boek 3, dat uitkwam in 2018, heeft als titel Keverhelden. In 2017 zat Keverjongen in de selectie van de Kinderboekenjury.

## Verhaal en personages
Darkus Cuttle is een jongen met weinig vrienden. Hij verhuist naar zijn oom Max omdat zijn vader wordt vermist en zijn moeder dood is. Op zijn nieuwe school komt hij Bertolt en Virginia tegen. Ze worden al snel vrienden, maar na school wordt Darkus gepest. Wanneer hij in het nauw gedreven wordt, springt er een kever tevoorschijn. Darkus noemt hem Baxter en samen met zijn vrienden gaat hij op zoek naar zijn vader, maar waar hij dan achterkomt.